# Jüdischer Friedhof (Alsfeld)

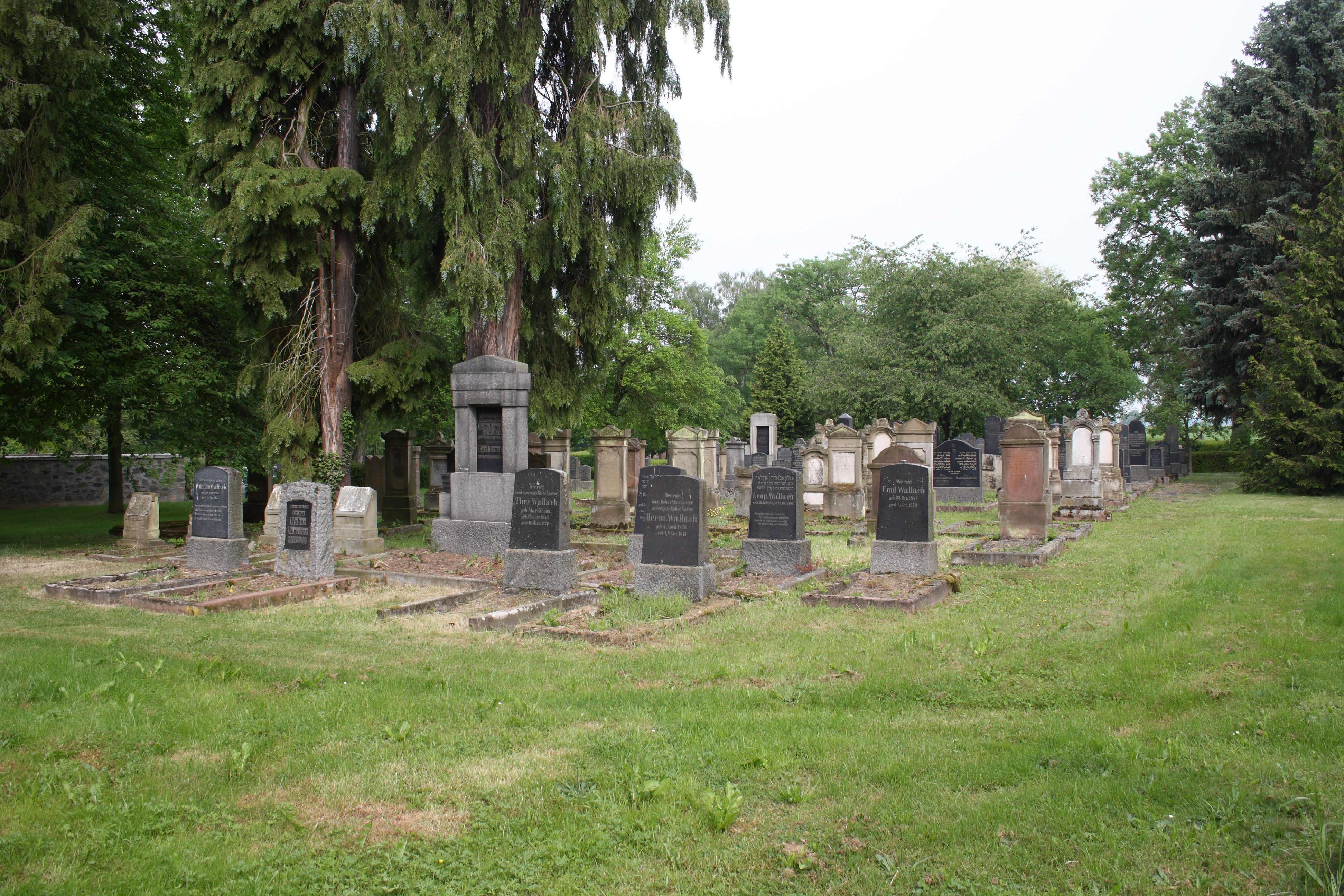
Jüdischer Friedhof in Alsfeld

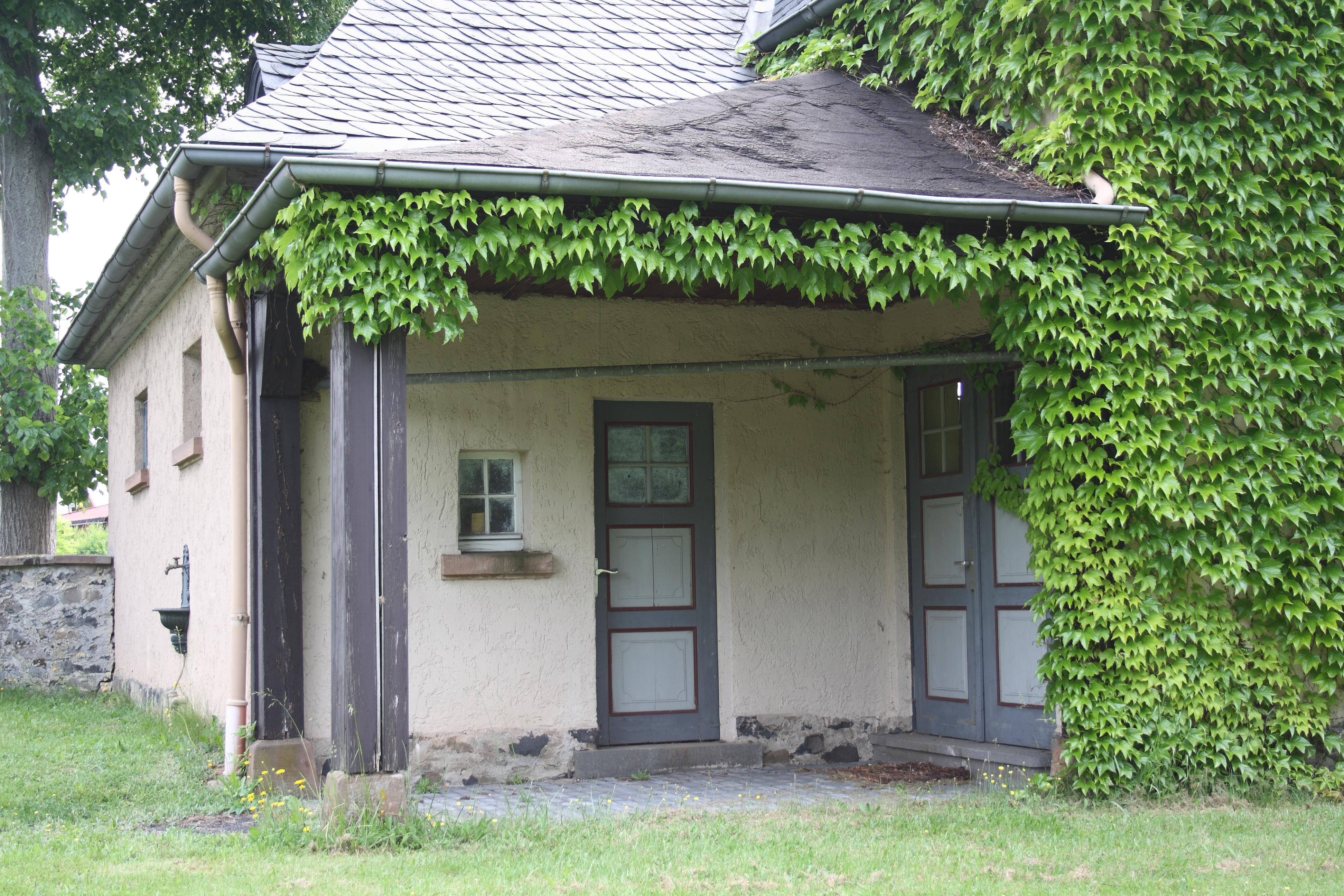
Leichenhalle, jüdischer Teil

Der Jüdische Friedhof in Alsfeld, einer Stadt im Vogelsbergkreis in Hessen, wurde 1878/1879 errichtet. Der jüdische Friedhof Auf dem Frauenberg, direkt neben dem christlichen Friedhof, ist ein geschütztes Kulturdenkmal.

## Geschichte
In den Jahren 1878/79 wurde von den Gebrüdern Leopold und Hermann Wallach nordöstlich des christlichen Friedhofs ein Grundstück von 2500 m² für die Anlage eines jüdischen Friedhofes gekauft und der jüdischen Gemeinde Alsfeld geschenkt. Bis dahin diente der jüdischen Gemeinde der jüdische Friedhof in Angenrod als Bestattungsort.
Das Leichenhaus (Taharahaus) wurde von Carl Benscher aus Wiesbaden, der eine Tochter aus der Familie Wallach in Alsfeld geheiratet hatte, in Auftrag gegeben und nach den Plänen des Architekten Römhild 1910 gebaut. Die Leichenhalle wurde von Juden und Christen gemeinsam, mit unterschiedlichen Zugängen in getrennten Abteilungen, genutzt.
Auf dem Alsfelder Friedhof befindet sich die Grabstätte des königlichen Landphysikus Sally Rothschild (gest. 1888). Erwähnenswert ist auch die Begräbnisstätte der Familie Wallach, die mehrere Einzelgräber mit einem Obelisken umfasst. An zwei Frauen, die im Konzentrationslager Theresienstadt umgekommen sind, erinnern zwei Grabsteine. Heute sind noch 133 Gräber auf dem Friedhof vorhanden.